# Iglesia de Nuestra Señora de la Victoria (Manhattan)
La iglesia de Nuestra Señora de la Victoria (en inglés Church of Our Lady of Victory) es una iglesia parroquial católica en la Arquidiócesis de Nueva York. Está ubicada en el número 60 de la calle William, en la esquina noreste de la intersección entre las calles William y Pine en el distrito Financiero de Manhattan, en Nueva York (Estados Unidos). Fue fundada en 1944, durante la Segunda Guerra Mundial, por el cardenal Francis Spellman, arzobispo de Nueva York y vicario apostólico de las Fuerzas Armadas.
El Santuario del Soldado está en la capilla inferior, y el monumento a Teresa Benedicta del vestíbulo conmemora a una víctima del Holocausto. Se muestra un libro de recuerdos de los atentados del 11 de septiembre de 2001.
Hoy en día, la iglesia sirve principalmente como un lugar para el culto diurno, en lugar de una iglesia de barrio.

## Historia
Entre 1944 y 1945, la iglesia ocupó un local temporal en el número 23 de la calle William. La actual iglesia de ladrillo del renacimiento georgiano se construyó entre 1944 y 1946 según los diseños del estudio de arquitectura de la ciudad de Nueva York Eggers y Higgins a un costo planificado de 430.000 dólares. El terreno fue donado por el comandante Edward Bowes. El estilo de la iglesia también ha sido descrito como "basilicano". La construcción se completó en 1946 y la iglesia fue dedicada por el cardenal Spellman el 23 de junio de 1947.

## Órgano
La iglesia tiene actualmente un órgano de c.2010 fabricado por Allen Organ Company de Macungie. George Kilgen & Son de San Luis produjo un órgano anterior para la iglesia en 1955.

## Dedicación
Hay al menos tres iglesias católicas romanas dedicadas a Nuestra Señora de la Victoria en la ciudad de Nueva York. La de Brooklyn parece ser la más antigua, con el edificio de la iglesia actual, ubicada entre la avenida Throop y la calle McDonough, construida entre 1891 y 1895 según el diseño de Thomas E. Houghton. La parroquia en Tremont, en el Bronx se estableció en 1909 y se cree que conmemora la batalla de Lepanto. La iglesia de Manhattan de 1944 es la más reciente de las tres.